# Change the World (Eric Clapton)
Change the World è un brano musicale scritto da Tommy Sims, Gordon Kennedy e Wayne Kirkpatrick, noto per essere stato interpretato e pubblicato come singolo nel 1996 dal musicista britannico Eric Clapton; singolo realizzato per la colonna sonora del film Phenomenon, con la produzione di Kenneth "Babyface" Edmonds.

## Video musicale
Il video musicale è stato girato a Hoboken (New Jersey).

## Tracce
- 7" Vinile/Cassetta

1. Change the World – 3:54
2. Danny Boy – 4:14

- CD Maxi Singolo

1. Change the World – 3:54
2. Danny Boy – 4:14
3. Change the World (Instrumental) – 3:54

## Premi
- CRIA
  - 1996: "Record of the Year"
- Grammy Award
  - 1997: "Song of the Year", "Record of the Year", "Best Male Pop Vocal Performance"
- ASCAP Award
  - 1997: "Most Performed Songs from Motion Pictures"
- BMI Film & TV Awards
  - 1997: "Most Performed Song from a Film"
- Nashville Music Award
  - 1997: "Song of the Year"
- Q
  - 1998: "Best Rediscovered Track"

## Classifiche
| Classifica (1996) | Posizione raggiunta |
| ----------------- | ------------------- |
| Regno Unito       | 18                  |
| Stati Uniti       | 5                   |